# Кибитень
Кибитень — село в Назаровском районе Красноярского края России. Входит в состав Гляденского сельсовета. Основано в 1914 году.

## География
Село расположено в 44 км к югу от районного центра Назарово, на левом берегу реки Каргала. Севернее села протекает река Кибитень.

## Население
| 2010 |
| ---- |
| 282  |

Гендерный состав
По данным Всероссийской переписи населения 2010 года 144 мужчины и 138 женщин из 282 чел.